# The Mad Racer
The Mad Racer è un cortometraggio muto del 1926 diretto da Benjamin Stoloff basato su una storia di Richard Harding Davis.

## Produzione
Il film fu prodotto dalla Fox Film Corporation (come Van Bibber Comedies).

## Distribuzione
Distribuito dalla Fox Film Corporation, il film - un cortometraggio in due bobine - uscì nelle sale statunitensi il 25 aprile 1926.